# توزیع ویشارت
در آمار توزیع ویشارت تعمیم چند بعدی توزیع کی‌دو یا به ازای حالاتی که پارامترهای توزیع صحیح نیستند، تعمیم توزیع گاما است. این توزیع به افتخار جان ویشارت نام گذاری شده است. در حقیقت توزیع ویشارت خانواده‌ای از توزیع احتمال روی ماتریس‌های متقارن معین-غیر منفی (به انگلیسی: non-negative-definite) است. این توزیع، مزدوج پیشین (به انگلیسی: conjugate prior) پارامتر معکوس ماتریس کواریانس در توزیع گوسی چند متغیره است.

## تعریف
فرض کنید X ماتریس با ابعاد n × p باشد. هر سطر آن کهمتغیرهای تصادفی مستقل هستند، از یک توزیع گوسی p-متغیره نمونه گیری شده‌اند.
{\displaystyle X_{(i)}{=}(x_{i}^{1},\dots ,x_{i}^{p})\sim N_{p}(0,V).}
در اینصورت توزیع ویشارت توزیع احتمال ماتریس تصادفی p×p است:
{\displaystyle S=X^{T}X\,\!}
که با نام ماتریس پراکندگی نیز مشهور است. می‌توان این توزیع را به صورت زیر نشان داد:
{\displaystyle S\sim W_{p}(V,n).}
عدد n درجهٔ آزادی توزیع نامیده می‌شود. به ازای مقادیر n ≥ p ماتریس S با احتمال ۱ معکوس خواهد داشت. به ازای p = 1 و V = 1 این توزیع کی‌دو با درجهٔ آزادی n است.